# Homel
Homel, oroszos formában Gomel (cirill írással, orosz és belarusz változatban Гомель) Fehéroroszország második legnépesebb városa, a Homeli terület és a Homeli járás székhelye. 2005-ben 490 ezer lakosa volt, területe 112 km². Lakosságának 76,7%-a belarusz, 16,9%-a orosz, 5,1%-a ukrán nemzetiségű volt 2004-ben. A Dnyeper balparti vízrendszeréhez tartozó Szozs és Iputy folyó összefolyásánál fekszik. Az ukrán határtól közúton 45 km-re északra, az orosz határtól 50 km-re nyugatra, Minszktől 280 km-re délkeletre fekszik.

## Történelem

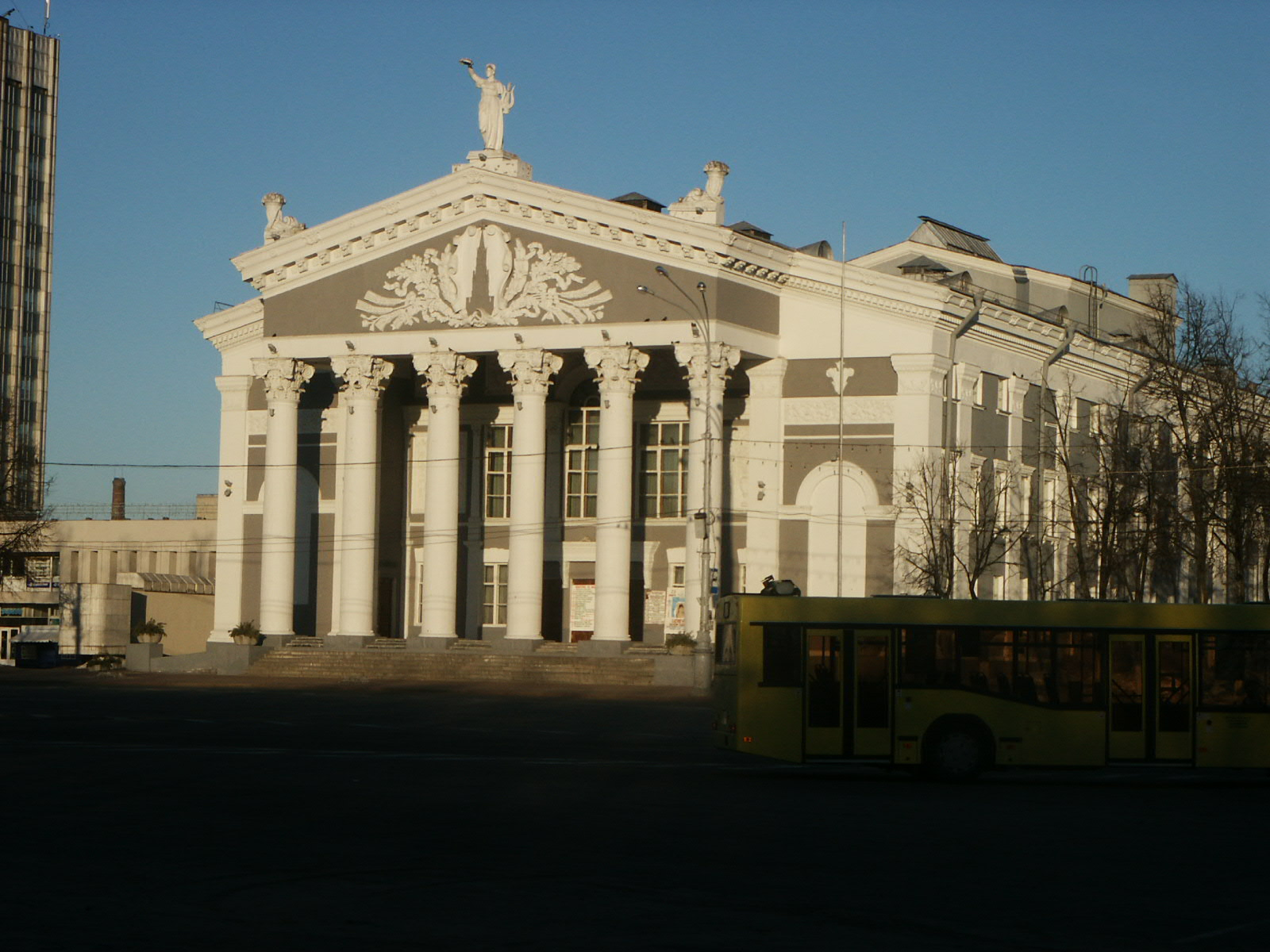
A homeli színház épülete

A város 1142-ben szerepelt először írott dokumentumban. 1335-ben a Litván Nagyfejedelemség része lett, a 16. században a litvánok krími tatárok elleni erőssége volt. 1670-ben magdeburgi városi jogokat kapott. 1772-ben került az Orosz Birodalomhoz, ekkoriban mintegy 5 ezer lakója volt. 1852-ben a Mogiljovi kormányzóság járási (ujezd) székhelye lett. 1850-ben megépült a Kijev-Szentpétervár főút és a távíróvonal, amelynek fontos állomása lett, 1856-ban tűzvész pusztította. A 19. századig főként kereskedőváros volt, ekkor kezdődött iparosítása (ekkoriban legnagyobb üzeme a 400 főt foglalkoztató "Vezuvij" gyufagyár volt). 1873-ban a várost Minszkkel, 1888-ban Breszttel összekötő vasút épült fel. 1897-ben már 38 ezer lakosa volt. Mint közlekedési csomópont és vasúti járműjavító központ fontos szerepet játszott az első világháborúban, 1916-ban jelentős sztrájk tört ki. 1917. március 19-én alakultak meg a gomeli szovjetek, a bolsevikok poleszjei pártközpontja is itt működött. 1918. március 1. – 1919. január 14. között német megszállás alá került. 1926-ban a Belorusz SZSZK része lett. A szovjet időszakban jelentős ipari központtá vált, 1926-ban járási, 1938-ban területi székhely lett. A német megszállás alatt a város épületeinek 80%-a elpusztult, 55 ezer lakosa vesztette életét, 5 ezer gomelit pedig németországi kényszermunkára hurcoltak. 1943. november 23-án szabadult fel. 1939-ben 144,2 ezer lakosa volt, a háború utáni évtizedekben népessége megháromszorozódott. Folytatódott az iparosítás (különösen a 8. ötéves tervidőszakban, 1966–1970 között), a város mezőgazdasági gépgyártása össz-szövetségi jelentőségűvé vált. 1962-ben megindult a városi trolibusz-közlekedés. 1986-ban a város jelentős sugárszennyezést szenvedett el a csernobili atomerőmű katasztrófája következtében.
- A város története (oroszul)

## Közigazgatás
Négy kerületre (rajon) oszlik: 
- Centralnij kerület
- Novobelickij kerület
- Szovjetszkij kerület
- Zseleznodorozsnij kerület

## Gazdaság
Homel legfontosabb gazdasági ágazata az ipar, melyben 2004-ben 60,8 ezer fő dolgozott. A mezőgazdasági gépgyártás (silózó kombájnok) és a szerszámgépgyártás (golyóscsapágygyártár) egyaránt jelentős. Öntödéje és önindítógyára szintén a mezőgazdasági gépgyártást szolgálja. A Poleszje erdőségei szolgáltatják a gyufagyártás alapanyagát. Jelentős a vasúti járműjavító ipara is. Műtrágyagyártása, élelmiszeripara, üveggyártása és fafeldolgozása szintén jelentős.

## Oktatás

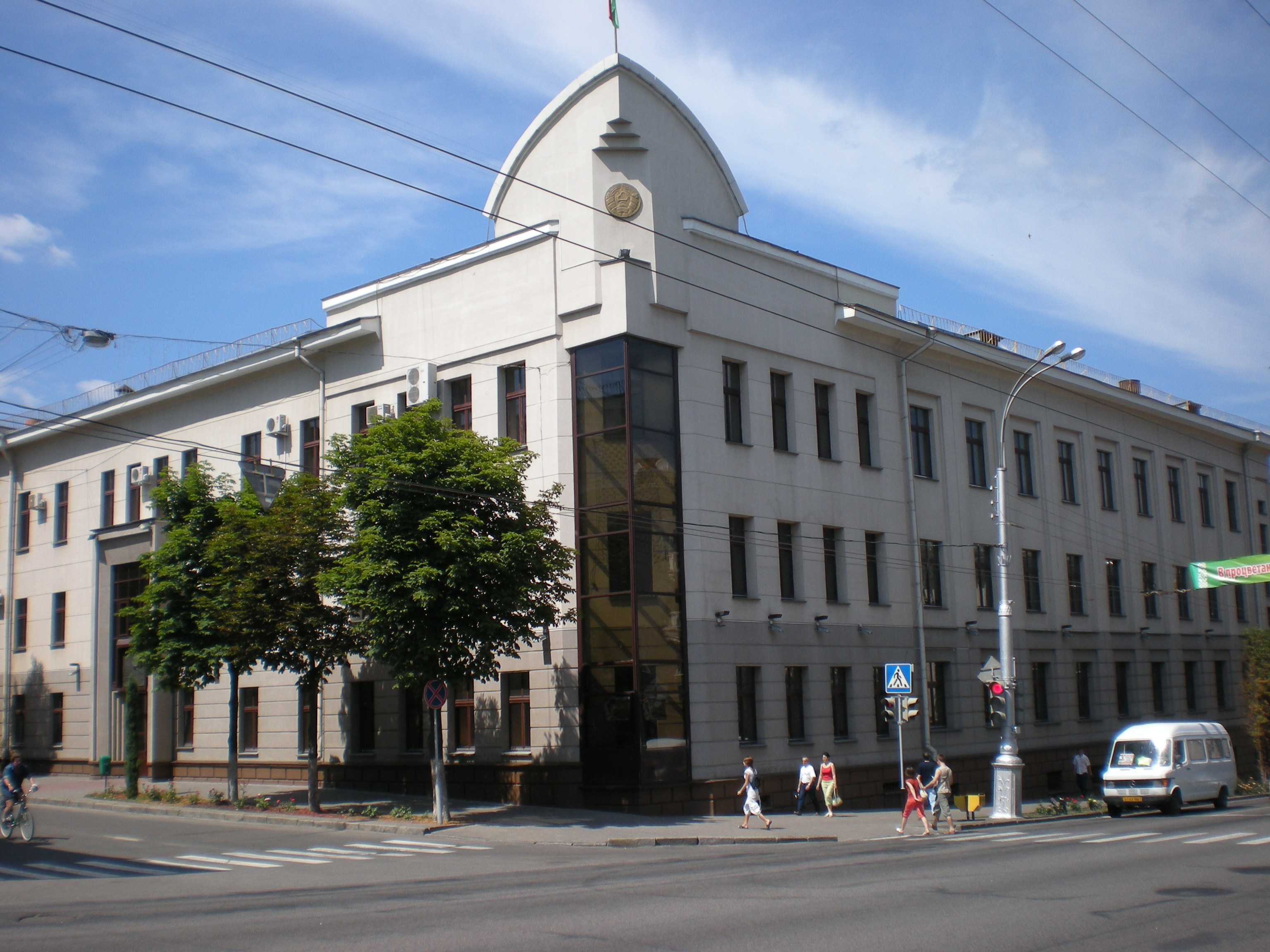
A városi tanács épülete

Számos felsőoktatási intézménye közül a Franciszk Szkorina Állami Egyetem a legjelentősebb.

## Látnivalók

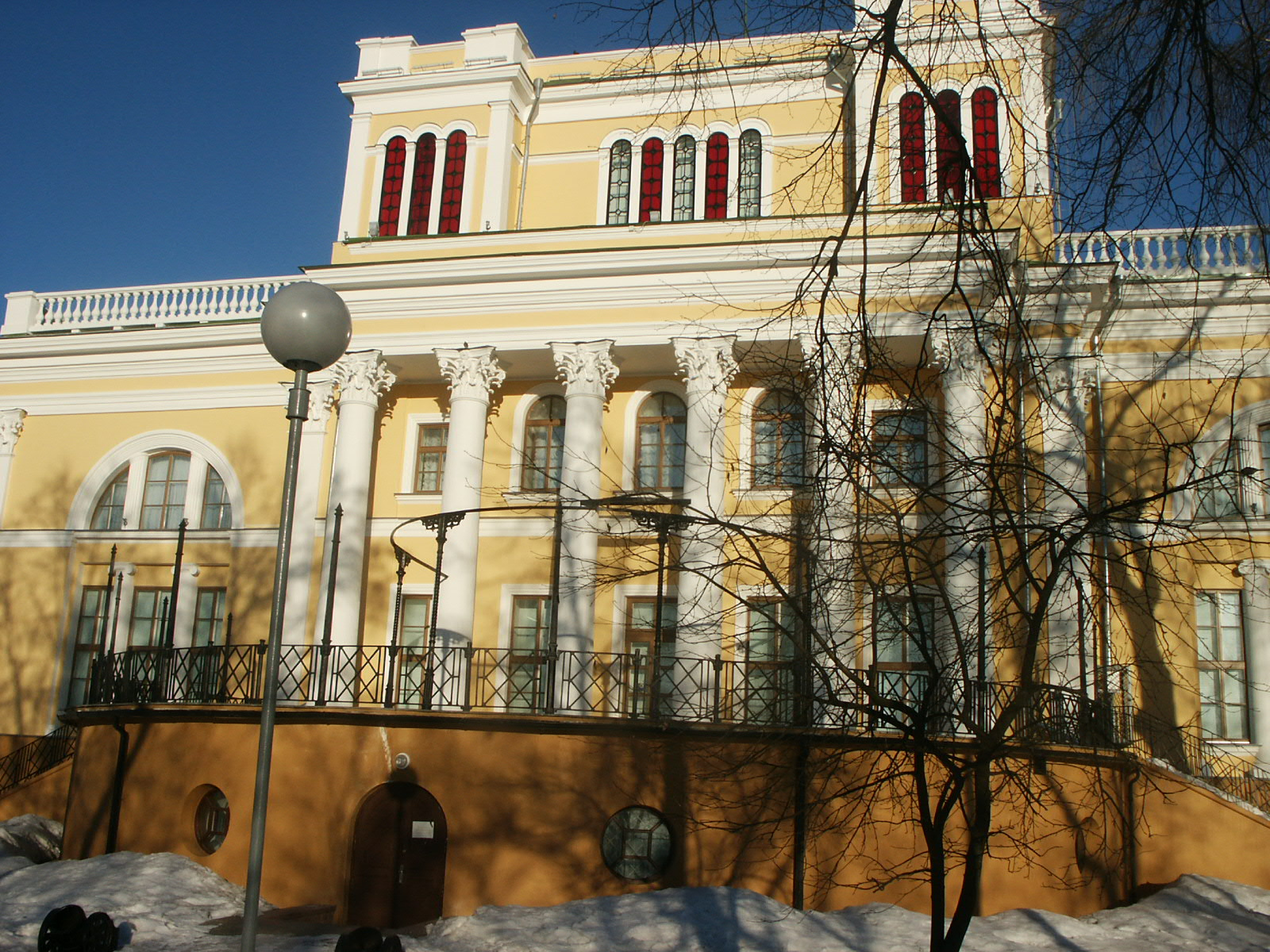
A Rumjancev-Paszkievics-kastély

Legértékesebb műemlékei a Rumjancev-Paszkievics hercegek barokk kastélya (1785-1793), amely úttörőpalotaként és honismereti múzeumként működik (25 hektáros kastélyparkkal); valamint a klasszicista Péter-Pál-székesegyház (1809-1819). A Paszkievicsek vadászkastélya (1820, ma múzeum) és a 18. századi Szent Ilja-fatemplom szintén védett műemlékek. Meg kell még említeni az 1895-ben épült zsinagógát és az 1991 után épült ortodox templomokat (Szent Miklós-kolostor, Tyihvin-kolostor, Szt. János-templom) is. A Szent Mihály arkangyalról elnevezett fatemplomot a Dobrusi járásban fekvő (1986-ban evakuált) Vilevo faluból szállították át Homelba.

## Testvérvárosok
- Aberdeen, Skócia, Egyesült Királyság
- Brjanszk, Oroszország
- České Budějovice, Csehország
- Clermont-Ferrand, Auvergne, Franciaország
- Csernyihiv, Ukrajna
- Liepāja, Lettország
- Radom, Lengyelország
- Sudbury, Kanada
- Szári, Irán

## Külső hivatkozások
- A városi közigazgatás honlapja (oroszul)
- Nevezetességek (oroszul)
- Weather Homel